# Origa
Origa (en russe : Ольга Витальевна Яковлева, Olga Vitalevna Iakovleva), née le 12 octobre 1970 à Kochenëvo, près de Novossibirsk (Sibérie, Union soviétique) et morte le 17 janvier 2015, à Tokyo (Japon), est une chanteuse et vocaliste russe. Membre active de l'association des Russes au Japon, elle est aussi cofondatrice de l'école de langue russe à Tokyo.

## Biographie
Après l'obtention de son diplôme de l'école de musique, en 1990, elle a l'occasion de visiter le Japon en 1991, et d'y signer un contrat avec l'organisation Road & Sky en 1993. Origa participe dès lors à plusieurs projets d'artistes divers pour les Séries radio japonaises et en tant que membre du chœur du single de soutien lors du séisme de Kobe.
Origa sort, en 2005, sept albums solo, deux mini-albums, et trois singles. Elle acquiert une popularité en dehors du Japon avec la sortie de Ghost in the Shell: Stand Alone Complex et les B.O. qui suivirent, Ghost in the Shell: Stand Alone Complex O.S.T et Ghost in the Shell: Stand Alone Complex O.S.T 2, écrites par son amie et compositrice Yoko Kanno, incluant la musique du thème Inner Universe (avec le soprano Ben Del Maestro) ainsi que Rise (voix d'Origa), la musique d'ouverture de la deuxième saison, Ghost in the Shell: Stand Alone Complex 2nd GIG. Sa première apparition avec Kanno était pour Turn A Gundam, dont on peut citer le titre Moon de Gabriela Robin et le chœur Gey's Ax.
En 2005, Origa interprète la musique des animes Fantastic Children, en particulier le thème de fin Mizu no Madoromi (« somnolence aquatique »).
En 2006, Origa s'occupe des paroles et chant pour la musique d'ouverture (Player) et le thème de fin (Remedium) du film Ghost in the Shell: S.A.C. Solid State Society.
En 2008, Origa interprète la musique du jeu vidéo Aion: The Tower of Eternity (jeu développé par NCsoft), composée par Ryo Kunihiko, où l'on peut la retrouver dans The Wings of Knight (Origa voice) ainsi que dans Forgotten Sorrow (versions coréenne et anglaise).
En 2012, on la retrouve sur la BO du jeu Final Fantasy XIII-2 : elle interprète la chanson New Bodhum composée par Mitsuto Suzuki.
Puis en 2014, elle fait l'ouverture et quelques autres musiques pour le jeu Allods Online, elle interprète plusieurs chansons avec le harpiste Alizbar.
Origa meurt, au Japon, le 17 janvier 2015 , des suites d'un cancer du poumon,.

## Discographie solo
- Amon Ra (2013)
- The Annulet [Russian Folk Songs Remakes] (2013)
- The Songwreath (2008)
- Spiral [Single] (2006)
- Aurora (2005)
- Mizu no Madoromi [Single] (2004)
- Era of Queens (2003)
- The Best of Origa (1999)
- Eternal (Eien) (1998)
- Le Vent Vert—Le Temps Bleu (Полюшко Поле) [Single] (1998)
- Lira Vetrov (1996)
- Aria [Mini-Album] (1996)
- Illusia (1995)
- Kaze no Naka no Soritea [Single] (1995)
- Crystal Winter [Mini-Album] (1994)
- ORIGA (1994)
- Olga [Demo] (1991)

## Autre discographie
- Himekami feat. Origa - Voyage To Another World (2013)
- Ghost in the Shell: S.A.C. Solid State Society O.S.T / Yoko Kanno (2006 - vocals & lyrics pour "Player", "Date of Rebirth")
- Fantastic Children: Drama & Image Album / Kouji Ueno (2005- vocals & lyrics pour "Fuyuu Yume" - both Japanese & Russian versions-)
- Fantastic Children: Original TV Soundtrack 1 / Kouji Ueno (2005 - vocals & lyrics pour "Pobezhdaet Ljubovj? (TV-Edit)")
- Ghost in the Shell: Stand Alone Complex O.S.T 2 / Yoko Kanno (2004 - vocals & lyrics pour "Rise")
- Ghost in the Shell: Stand Alone Complex O.S.T / Yoko Kanno (2004 - vocals & lyrics pour "Inner Universe" et "Rise (TV-Edit)")
- "GET9" [Single] / Yoko Kanno (2004 - vocals & lyrics pour "Rise")
- Ghost in the Shell: Stand Alone Complex O.S.T / Yoko Kanno (2003 - vocals & lyrics pour "Inner Universe")
- Princess Arete: Original Movie Soundtrack / Akira Senju (2001 - vocals & lyrics pour "Krasno Solntse (Puroroogu)", "Majo no Yubiwa", "Krasno Solntse (Sutoorii)" & "Krasno Solntse")
- Turn-A Gundam: The Concert / Yoko Kanno (2000 - vocals pour "Moon")
- Ao no Jidai: Original TV Soundtrack / Various Artists (1998 - vocals & lyrics pour "?Le Vent Vert? ~ Le Temps Bleu (Poljushko Pole)")